# کتووال
کتووال (به انگلیسی: Kattowal) یک شهرک در پاکستان است که در ناحیه مندی بهاءالدین واقع شده‌است.